# Sindicat Agrícola de Sant Jaume
El Sindicat Agrícola de Sant Jaume és un monument protegit com a bé cultural d'interès local del municipi de Figuerola del Camp (Alt Camp).

## Descripció
És un edifici, fet de pedra i arrebossat, entre mitgeres de planta baixa i un pis. En la planta baixa hi ha 4 obertures d'arc carpanell, modificades. Una motllura amb flors decoratives separa la planta del primer pis. el motiu més important de l'edifici el forma la balconada d'aquest primer pis, amb balustres de pedra. Hi ha 4 obertures d'arc carpanell, emmotllurades en el seu perímetre i amb decoració floral a la llinda. Damunt les finestres de la cambra d'aire hi ha una cornisa que sosté una barana, també de balustres, amb frontó central d'arc rebaixat on apareix, molt desdibuixat, el rètol de la Cooperativa Agrícola.

## Història
El Sindicat Agrícola de Sant Jaume fou creat pels propietaris agrícoles de Figuerola l'any 1921, com a resultat de l'escissió dintre del Sindicat Agrícola de Sant Isidre, creat el 1918 i que quedà en mans dels jornalers.
Al començament s'establí al cafè de la placeta (Cal Sastre), però ben aviat tindria local propi al carrer del Solà, 17, emplaçament actual. Ha tingut sempre, i encara manté, cafè i sala recreativa, així com serveis diversos (adobs...).
El juliol de 1977 es decorà la Sala de Dalt (bar) amb aportacions de la població.